# Avril 1772
Cette page présente les faits marquants du mois d'avril 1772.

## Événements
- 14 avril[1] (ou le 23 octobre[2]) : mort du Padishah d’Afghanistan Ahmad Shâh Abdâlî. Son fils Timour Shâh lui succède à la tête de l'empire durrani.
- Avril-mai : victoire des Sikhs sur Mughal Ali Khan, gouverneur moghol de Sirhind[3]. Ils dominent alors un vaste territoire au nord-ouest de l’Inde.